# Deir Atiyah
Deir Atiyah hoặc Dayr Atiyah (tiếng Ả Rập: ديرعطية) là một thành phố ở Syria, nằm giữa dãy núi Qalamoun và dãy núi phía đông Liban, 88 kilômét (55 mi) về phía bắc thủ đô Damascus và trên đường đến thành phố Homs. Theo Cục Thống kê Trung ương Syria (CBS), Deir Atiyah có dân số 10.984 trong cuộc điều tra dân số năm 2004.
Deir Atiyah thích khí hậu ôn hòa vào mùa hè và lạnh vào mùa đông vì nó nằm ở độ cao 1.250 mét (4.100 ft)  trên mực nước biển.
Vùng lân cận với một vùng sa mạc, nơi lượng mưa trung bình không vượt quá 125 milimét (4,9 in) hàng năm, có nghĩa là các điều kiện môi trường, bao gồm cả đất nghèo, không cung cấp đủ nguồn lực để duy trì kinh tế cho người dân địa phương. Nhiều người dân địa phương đã di cư đến châu Mỹ vào đầu thế kỷ 20 và đến các quốc gia vùng Vịnh Ba Tư sau khi xuất hiện các cơ hội việc làm ở đó và đến Đông Á.

## Nông nghiệp
Nông dân trồng nho, mơ, anh đào, quả sung và các loại trái cây khác.
Deir Atiyah được hưởng lợi từ nước ngầm nằm trong thung lũng của nó.
Deir Atiyah có một số cối xay gió (đôi khi được gọi là Air Wheels). Năng lượng được tạo ra bởi các cối xay gió được sử dụng để bơm nước từ các giếng sâu. Nguồn gốc của cối xay gió không được biết đến, nhưng chúng được xem là nguồn năng lượng chính để bơm nước cho nông nghiệp trong hơn một trăm năm.

## Văn hóa
Deir Atiyah có một bảo tàng, một trung tâm thể thao và trung tâm văn hóa.
Năm 2003, trường đại học tư thục đầu tiên ở Syria, Đại học Kalamoon, được mở tại Deir Atiyah.
Người dân ở Deir Atiyah tiêu thụ một loại đồ uống nóng có tên Mate, mà người nước ngoài Syria đã mang và giới thiệu từ Nam Mỹ. Lời mời "Hãy đến và uống Mate" là điển hình cho lòng hiếu khách của khu vực này. Lời mời ngụ ý không chỉ chia sẻ đồ uống, mà còn là một bữa ăn.

## Lịch sử
Các nhà sử học phù hợp với tên của thành phố này với một La Mã phải hoặc chính thức Byzantine, Theodorus Paulus, người đầu tiên tên có nghĩa là "quà tặng của Thiên Chúa" (tiếng Ả Rập: عطاء الله). Cái tên này đã gắn liền với suy nghĩ của các thế hệ kế tiếp trong Dair Atiah trong hơn một nghìn năm.
Một số kênh La Mã cổ đại có thể được tìm thấy ở Yabroud, gần với Deir Atiyah.

## Điểm tham quan chính
- Bảo tàng Deir Atiyah: Bảo tàng Deir Atiyah là một trong những bảo tàng lớn nhất và giàu có nhất ở ngoại ô Damascus, Reif Dimashq. Nó chứa các di sản và văn hóa dân gian của khu vực.
- Bảo tàng Canonical Deir Atiyah
- Cung điện văn hóa Deir Atiyah
- Làng nhu cầu đặc biệt
- Võng du-Souk el-Tahtanye

## Nội chiến
Deir Atiyah bị ảnh hưởng bởi cuộc nội chiến ở Syria, giống như bất kỳ thị trấn và thành phố Syria nào ở vùng ngoại ô Damascus. Nó đã trải qua nhiều cuộc tấn công từ cả lực lượng vũ trang Syria và lực lượng dân quân cực đoan (jabhat al nusra. Tác động lớn là vào năm 2013 và 2014.